# 索羅卡 (加利福尼亞州)
索羅卡（英語：Sorroca）是位於美國加利福尼亞州優洛縣的一個非建制地區。該地的面積和人口皆未知。

## 地理
索羅卡的座標為38°20′32″N 121°36′36″W / 38.34222°N 121.61000°W，而該地的平均海拔高度為4米（即13英尺）。